# Katherine Alice Applegate
Pour les articles homonymes, voir Applegate.
Œuvres principales
- Série Animorphs
- Série Everworld

Katherine Alice Applegate, née le 9 octobre 1956, à Ann Arbor dans le Michigan, est une romancière américaine.

## Biographie
Katherine Alice Applegate est l'autrice de plusieurs séries de science-fiction, Les Survivants (Remnants), Everworld et Animorphs, qu'elle a écrit avec son mari Michael Grant, lui-même auteur de la série Gone.
Elle a écrit plus de soixante-dix livres pour les adolescents, dont les séries précitées mais aussi la série Prénom Zoé (Boyfriends/Girlfriends puis Making Out) et d'autres livres sur les amours adolescentes.
Elle vit actuellement à Chapel Hill.[pertinence contestée]
Elle a écrit aussi sous de nombreux pseudonymes dont  Alida E. Young, Chris Archer, Katherine Kendall et Elizabeth Benning.

## Œuvres

### SérieLes Survivants
1. Dernier Refuge (The Mayflower Project)
2. Destination inconnue (Destination Unknown)
3. Jeu mortel (Them)
4. Unis contre l'ennemi (Nowhere Land)
5. Étrange Mutation (Mutation)
6. Prisonniers du passé (Breakdown)
7. L’Élu (Isolation)
8. Mother, May I? (non traduit)
9. No Place Like Home (non traduit)
10. Lost and Found (non traduit)
11. Dream Storm (non traduit)
12. Aftermath (non traduit)
13. Survival (non traduit)
14. Begin Again (non traduit)

### SériePrénom Zoé
1. Mauvaise Soirée (Zoey Fools Around)
2. Coup de théâtre  (Jake Finds Out)
3. Le Secret (Nina Won't Tell )
4. Descente aux Enfers
5. Langue de vipère
6. Douche froide
7. Prénom Zoé
8. Désillusions
9. L'Intruse
10. Le Grand Saut
11. Rêve caché
12. Dilemme amoureux

### Autres ouvrages
- Home of the Brave
- The Buffalo Storm
- Roscoe Riley Rules
- Beach Blondes, A Summer Novel
- Tan Lines, A Summer Novel
- Willodeen, Seuil jeunesse, 2022, 288p.

### Sous le pseudonyme de Katherine Kendall
- Vertige, Harlequin, 1989 ((en) The Midas Touch, 1988)Publié dans la collection Rouge passion, n°68
- L'ode à Laura, Flammarion, 1992 ((en) First and Forever, 1991)Publié dans la collection Duo Désir, n°360

### Sous le pseudonyme de Chris Archer
- Série Haute Tension (Mindwarp), parue en 1998

### Divers
- Un mensonge d'amitié, éditions Mango, collection Mango poche Coups de cœur (1999)
- Série Girl Talk, sous le pseudonyme L. E. Blair
- Série Ocean City (republié sous le titre Making Waves puis Summer)
- Série Barf-O-Rama, sous le pseudonyme Pat Pollari
- Série La Petite Sirène de Disney
- Série Aladdin de Disney, sous le pseudonyme A.R. Plumb et sous son vrai nom
- Série Silver Creek Riders, sous le pseudonyme Beth Kincaid
- Série Love Stories
- The Story of Two American Generals: Benjamin O. Davis Jr. and Colin L. Powell
- The Very Best Jinx McGee
- Disney's Christmas with all the Trimmings: Original Stories and Crafts from Mickey Mouse and Friends
- Disney's Enter if you Dare: Scary Tales from the Haunted Mansion, as Nicholas Stephens